# 東京記念 (中央競馬)
東京記念（とうきょうきねん）は、日本中央競馬会（NCK）が東京競馬場の芝1600mで施行していた中央競馬の重賞競走である。

## 概要

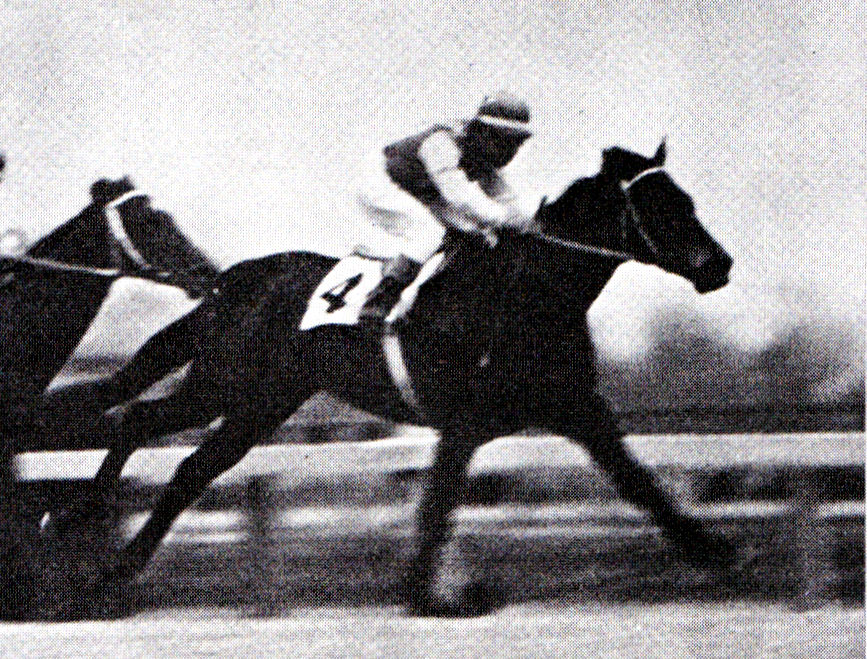
第4回東京記念（優勝馬グレートヨルカ）

1960年に4歳（現3歳）以上のハンデキャップの重賞競走、東京記念として創設、第1回は東京競馬場の芝1800mで施行された。
しかし1961年から施行時期を3月初頭から5月下旬に移し、安田記念の前哨戦として位置付けられたが、1963年に施行時期を再び3月初頭に移し、出走資格を4歳（現3歳）限定に、また負担重量を別定に変更し、施行距離を芝1600mとし、クラシック競走である皐月賞の前哨戦として位置付けされた。
だが1964年における中央競馬の番組改正により第4回競走を最後に廃止、競走機能を同年に新設された弥生賞に引き継いだ。
出走資格は、4歳（現3歳）限定の中央競馬に所属の競走馬。
負担重量は、別定である。
1着賞金は当時の金額で150万円だった。

## 歴史
- 1960年 東京競馬場の芝1800mの4歳（現3歳）以上のハンデキャップの重賞競走、東京記念として創設。
- 1963年
  - 出走資格を4歳（現3歳）限定に変更。
  - 負担重量を別定に変更。
  - 施行距離を芝1600mに変更。
  - 保田隆芳が騎手として史上初の連覇。
  - 尾形藤吉が調教師として史上初の連覇。
- 1964年 第4回競走を最後に廃止、弥生賞に競走機能を引き継ぐ。

### 歴代優勝馬
| 回数  | 施行日        | 競馬場 | 距離    | 優勝馬         | 性齢 | タイム | 優勝騎手 | 管理調教師 |
| ----- | ------------- | ------ | ------- | -------------- | ---- | ------ | -------- | ---------- |
| 第1回 | 1960年3月6日  | 東京   | 芝1800m | オーテモン     | 牡5  | 1:50.8 | 野平好男 | 田中和一郎 |
| 第2回 | 1961年5月21日 | 東京   | 芝1800m | タカマガハラ   | 牡4  | 1:50.6 | 加賀武見 | 小西喜蔵   |
| 第3回 | 1962年5月20日 | 東京   | 芝1800m | ゴウユウ       | 牡5  | 1:50.3 | 保田隆芳 | 尾形藤吉   |
| 第4回 | 1963年3月3日  | 東京   | 芝1600m | グレートヨルカ | 牡3  | 1:37.9 | 保田隆芳 | 尾形藤吉   |

- 年齢は現表記。

### 各回競走結果の出典
- 「東京記念」『中央競馬全重賞競走成績集 【障害・廃止競走編】』日本中央競馬会、2006年、301-306頁。